# Rita Cléos
Rita Cléos (nhũ danh Rita Schadrack; đôi khi được ghi là Rita Cleoci; Blumenau, ngày 29 tháng 9 năm 1931 – Curitiba, ngày 21 tháng 5 năm 1988) là một nữ diễn viên điện ảnh, sân khấu và lồng tiếng người Brazil. Cô xuất hiện trong các bộ phim như Grande Teatro Tupi (1951), É Proibido Beijar (1954), Macumba na Alta (1958)  và A Noite das Depravadas (1981). Cô là nữ diễn viên đầu tiên thực hiện cảnh tắm trên truyền hình Brazil.

## Cuộc đời và sự nghiệp
Rita Cléos là con gái của Ernesto (1900-1966) và Elsa Schadrack (1905-1977). Năm 1935, cô di cư cùng gia đình đến Đức, nơi cô trải qua thời thơ ấu. Năm 1946, cô trở về quê hương.
Rita Cléos bắt đầu sự nghiệp nghệ thuật làm phim, làm việc từ năm 1953 đến 1958 trong các sản phẩm Esquina da Ilusão,  A Família Lero-Lero,  É Proibido Beijar và Macumba da Alta.  Năm 1962, Rita Cléos bắt đầu làm việc cho TV Tupi và, từ năm 1962 đến 1969, xuất hiện trong một loạt các vở kịch xà phòng như A Intrusa, Prelúdio, A Vida de Chopin, Klauss, O Loiro, Moulin Rouge, A Vida de Toulouse Lautrec, A Gata, Quem Casa com Maria, Teresa, O Cara Suja, O Pecado de Cada Um, Sangue do Meu Sangue và Dez Vidas. 
Trong sự nghiệp của mình, Rita Cléos đã làm việc cùng với nhiều diễn viên và nữ diễn viên truyền hình bao gồm Vera Campos, Débora Duarte, Irenita Duarte, Lisa Negri và Ana Rosa. Cô trở nên nổi tiếng khi giải thích Iara, cùng với Sergio Cardoso, trong vở opera xà phòng O Cara Suja, năm 1965. Cô trở lại làm phim và làm phim Diário de Uma Prostituta và A Noite das Depravadas.
Rita Cléos cũng từng làm nữ diễn viên lồng tiếng đảm nhận vai diễn của một số nhân vật trong phim hoạt hình Woody Woodpecker,  và nhân vật Yumi của Spectreman,  nhưng giọng nói của Rita Cléos chủ yếu được để ý từ nhân vật Samantha Stephens trong chương trình truyền hình Bewitched.  Năm 1982, cô đóng vai chính trong bộ phim ngắn Maria Stuart, do TV Cultura sản xuất. Cô qua đời vì một cơn đau tim ở Curitiba vào năm 1988.